# Старина (Брестская область)
Старина (бел. Старына) — деревня в Столинском районе Брестской области Беларуси. Входит в состав Велемичского сельсовета. Население — 187 человек (2019).

## География
Расположена в 30 км от Столина, в 275 км от Бреста, в 35 км от железнодорожной станции Горынь.

## История
В 1943 году немецко-фашистские войска сожгли деревню, погубив двух жителей. Восстановлена после войны. Входила в состав колхоза «За Родину».

## Население
Население деревни на 2019 год составляло 187 человек.
| 1959 | 2005  | 2009  | 2019  |
| ---- | ----- | ----- | ----- |
| 53   | ▲ 252 | ▼ 241 | ▼ 187 |